# Демер, Себастьян
Себастьян Демер (фр. Sébastien Demers, родился 24 декабря 1979 в Сент-Иасент, Квебек, Канада) — канадский боксёр-профессионал, выступающий в средней (Middleweight) весовой категории.
26 мая боксировал против Артура Абрахама за титул чемпиона мира по версии МБФ (IBF), но в третьем раунде был нокаутирован. Поражение в этом бою стало первым в профессиональной карьере.
Наилучшая позиция в мировом рейтинге: 30-й.

## Результаты боёв
| Бой | Дата | Соперник | Судьи | Место боя | Раундов | Результат | Дополнительно |
| --- | ---- | -------- | ----- | --------- | ------- | --------- | ------------- |
|     |      |          |       |           |         |           |               |
| Бой | Дата | Соперник | Судьи | Место боя | Раундов | Результат | Дополнительно |